# Nuchequula blochii
Nuchequula blochii är en fiskart som först beskrevs av Valenciennes, 1835.  Nuchequula blochii ingår i släktet Nuchequula och familjen Leiognathidae. Inga underarter finns listade i Catalogue of Life.